# Pausin Johanna
Pausin Johanna is een legendarische figuur die rond 855 als paus Johannes het pausambt zou hebben bekleed. In sommige middeleeuwse geschriften wordt zij ook Agnes genoemd.

## Legende

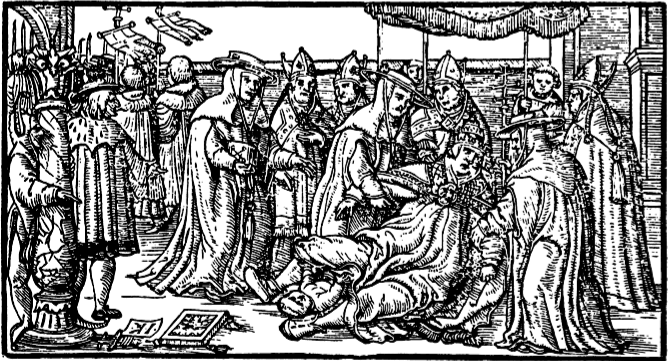
Pausin Johanna bevalt tijdens een processie. Door Giovanni Boccaccio omstreeks 1353

De legende gaat als volgt: Johanna zou in Mainz uit Engelse ouders zijn geboren. Mogelijk in haar puberteit vermomde zij zich als man en vluchtte met haar minnaar naar Athene om daar te gaan studeren. Na enige tijd trok ze naar Rome. Men onthaalde haar daar hartelijk en de kardinalen bewonderden haar zo om haar geleerdheid dat zij unaniem tot paus werd verkozen. Niemand wist dat ze een vrouw was totdat zij, na een pontificaat van twee jaar en een paar maanden, tijdens een processie van een kind beviel. Ze overleed ter plekke, en latere pauselijke processies vermeden die plaats.
De legende werd voor het eerst op schrift gesteld in 1261 door Jean de Mailly in zijn Chronica universalis Mettensis. Het verhaal vond verspreiding door heel Europa doordat het aan het in 1277 door de dominicaan Martinus Polanus (in het Duits Martinus von Troppau) werd opgenomen in zijn kroniek Chronicon pontificum et imperatorum. Deze kroniek is bewaard gebleven in vele afschriften. Het verhaal bleef circuleren in populaire en quasi-wetenschappelijke geschriften. In Nederland werd het nog in 1843 verdedigd door de Leidse hoogleraar N.C. Kist en in 1845 weerlegd door J. Wensing.

### Varianten
- De oudste versie van de Johannalegende meent dat Johanna eerst als curiekardinaal dienstdeed alvorens tot paus gekozen te worden. Tijdens de bestijging van een paard zou zij van een zoon bevallen zijn, waarna zij door de omstanders aan het paard vastgebonden en door de straten gesleept zou zijn. Uiteindelijk werd zij gestenigd.
- Een andere, latere versie verhaalt dat Johanna na haar bevalling slechts afgezet werd en een boetvaardig leven zou zijn gaan voeren. Na haar dood werd zij in de kathedrale kerk van Ostia bijgezet. Haar zoon zou het tot bisschop van Ostia gebracht hebben.

## Oorsprong en geloofwaardigheid
Een eerste vermelding van pausin Johanna zou bij Anastasius Bibliothecarius uit de 9e eeuw te vinden zijn. De authenticiteit van de vermelding wordt betwist, bovendien zou Anastasius er als tegenpaus politieke bedoelingen mee hebben gehad. Al tijdens de opkomst van het humanisme werd twijfel geuit over het waarheidsgehalte van de Johannalegende. In de 15e eeuw door Enea Silvio Piccolomini, de latere paus Pius II, in de 16e eeuw door Johannes Aventinus en in de 17e eeuw door David Blondel. Blondel heeft als eerste door kritisch onderzoek vastgesteld dat pausin Johanna een niet-bestaande figuur was. In zijn kritische bronnenonderzoek bewees hij bijvoorbeeld dat de vermelding van Johanna in de reeks 9e-eeuwse pausen in het liber pontificalis een 14e-eeuwse toevoeging was. Daarentegen werd de geloofwaardigheid van de legende in de 16e eeuw door de reformatoren juist verdedigd.

### Volksvertelling
In het onderzoek naar de Johannalegende is een veel voorkomende these dat de legende is gebaseerd op een oud volksverhaal van de stad Rome. In de binnenstad bevond zich een beeld uit de oudheid, vermoedelijk een afbeelding van een mithraspriester en een jongeling. Deze jongen werd aangezien voor een vrouwelijke figuur. De bijbehorende inscriptie zou zijn geïnterpreteerd als grafschrift van Johanna. In deze verklaring is het een oude pendant van het broodjeaapverhaal.

### Theofylactische Pornocratie
Een andere verklaring voor de legende kan in de Theofylactische saeculum obscurum uit de tweede helft van de 10e eeuw liggen. Die periode wordt gekenmerkt door een reeks zwakke pausen, die allen feitelijk afhankelijk waren van de Romeinse aristocratie. In die lokale aristocratie speelde de familie van de Theofylacten een belangrijke rol; het wordt nauwelijks betwist, dat Theodora II van Tusculum en haar dochter Marozia machtsbeluste corrupte vrouwen waren, die in die tijd de belangrijkste machthebbers in Rome zijn geweest.
In de 17de eeuw wordt voor die periode de term pornocratie geïntroduceerd, waarin de corruptie van de Theofylacten wordt verbonden met seksuele intrige als machtsmiddel. Deze stelling is echter uitsluitend gebaseerd op het werk van de bisschop Liutprand van Cremona uit de 10e eeuw. Omdat deze bisschop met zijn geschriften kerkpolitieke bedoelingen had, is kritische terughoudendheid bij de waardering ervan op zijn plaats.

### Pseudo-Isidorische Decretalen
Sommige critici plaatsen de Johannalegende in de discussie over de pseudo-isidorische decretalen, een naar later bleek vervalst document, waarin de kerkelijke autoriteit boven de wereldlijke gesteld wordt. Het verhaal van pausin Johanna zou een allegorische kritiek van deze decretalen bevatten.

### Iconografische traditie
Een mogelijke oorsprong van de legende van Pausin Johanna wordt door sommige kunsthistorici verklaard vanuit de iconografische traditie om de kerk - als instituut - voor te stellen als een vrouw (Ecclesia) in liturgisch gewaad, met tiara en andere pauselijke attributen. Deze symbolische voorstelling werd mogelijk foutief geïnterpreteerd als een historische afbeelding van een vrouwelijke paus.

## Johannalegende als strijdmiddel
De Johannalegende is vanaf het begin gebruikt als argument in de discussie over kerkhervormingen. Het meest frequent werd de legende gebruikt door voorstanders van de reformatie, om het verval van de Heilige Stoel aan te tonen.

### Reformatie
Met name de Tsjech Johannes Hus deed in de 15e eeuw een beroep op het verhaal van pausin Johanna. Zijn verdediging van zijn aanval op de pausen op het Concilie van Konstanz berustte voornamelijk op de Johannalegende. Deze lijn werd later gewijzigd voortgezet door de 16e-eeuwse reformatoren.

### Hervormingen
De tijd van ontstaan van de legende werd bepaald door een zwak pausdom, dat moreel in verval was. De vertelling van Johanna wordt door sommigen gezien als een steun voor hen, die kerkelijke hervormingen tegen simonie, nepotisme en voor meer contemplatie nastreven. Het is mogelijk dat het verhaal in omloop is gebracht om de noodzaak tot die vroege hervormingen te benadrukken.

### Vrouwen als bron van kwaad
Ook is het mogelijk in de legende een instrument te zien om de ontplooiing van vrouwen tegen te gaan. Vrouwen werden in de Middeleeuwen in toenemende mate gezien als een gevaar voor de kerk, omdat hun 'wellust' hen ertoe zou verleiden met de duivel in zee te gaan. De legende past uitstekend in dat beeld.
Een traditie die om pausin Johanna zou zijn begonnen is het controleren van de aanstaande paus of hij wel een man is. De Latijnse zin: Testiculos habet et bene pendentes wordt uitgesproken indien dit inderdaad het geval is.

### Vrouwen in mannenberoepen
In de loop der tijden was het voor een vrouw steeds moeilijk om in een mannenbastion toe te treden. In het geval van hogere studies, werden vrouwen systematisch geweigerd. Vrouwen die toch deze regel probeerden te doorbreken deden dit op verschillende manieren. Zich voordoen als man was de meest gangbare. Aangezien deze vrouwen alle moeite deden om hun identiteit geheim te houden, heeft men er geen idee van over hoeveel personen het in werkelijkheid gaat. De meest gekende zijn de vrouwelijke piraten, maar ook in bepaalde takken van de wetenschap werd dit toegepast, zoals de arts James Miranda Barry. Het verhaal van de pausin past dan ook in deze praktijk en zou binnen de kerk ook gebeurd kunnen zijn. Bewijzen zijn hier echter niet van, maar geeft wel een logische voedingsbodem voor dit verhaal.
Een van de andere manieren om deze regel te doorbreken, was door in het buitenland te studeren, zoals Marie Curie en haar zuster Bronia.

## Literaire fictie
De legende rond "pausin Johanna" is uiteraard een dankbaar thema voor schrijvers. Zij steunen daarbij op historisch materiaal, waarin de pausin figureert zonder te reflecteren over latere resultaten van wetenschappelijk onderzoek ten aanzien van die bronnen. Een voorbeeld is de roman Pausin Joanna van Emmanuel Rhoidis uit de 19e eeuw, die in het Nederlandse taalgebied opnieuw uitkwam in een vertaling van Gerrit Komrij, ISBN 90 295 35350.
Cees van der Pluijm schreef in 1995 de monoloog Pausin Johanna, die in 1996 en 1997 in het theater werd gespeeld door Xander Straat onder regie van Anny van Hoof.
In 1996 verscheen in de Verenigde Staten het boek Pope Joan van de schrijfster Donna Woolfolk Cross. In 2009 verscheen de film Pope Joan van regisseur Sönke Wortmann, een episch drama dat het leven van Johanna in een feministisch perspectief plaatst en gebaseerd is op de roman van Donna Woolfolk Cross.
In 814 wordt een meisje geboren bij een dorpspriester, zijn Saksische vrouw en hun twee zoontjes in Ingelheim. Het is in die tijd vrouwen niet toegestaan om te leren lezen of schrijven, maar Johanna is zeer leergierig en haalt haar oudste broer over haar te leren lezen en schrijven. Zo leert ze niet alleen van haar vader op harde wijze over de kerk en het katholieke geloof, ze leert ook de Bijbel te lezen. Johanna begint dan ook over van alles en nog wat in het leven na te denken. Ook over God. 
Haar Saksische moeder leert haar de verhalen en liederen van de oude Noorse goden, maar daarvan mag haar zwaar gelovige vader niets weten, net zomin als dat hij mag weten dat ze leert lezen en schrijven. Voor haar vader zijn vrouwen niets waard en de verhalen van haar moeder, of als meisje leren lezen en schrijven is verschrikkelijk heidens, de grootste ketterij. 
Na de onverwachte dood van haar broer krijgt ze een Griekse leraar, die het haar mogelijk maak om aan de katholieke scuola in Dorestadt te studeren. Daar heeft ze het als meisje helemaal niet makkelijk, maar ze zet door. Als ze 14 is, wordt ze verliefd op de markgraaf Gerold, die echter getrouwd is maar geen gelukkig huwelijk heeft. Ook hij wordt verliefd op Johanna. Een aanval van Noormannen op Dorestadt maakt een einde aan haar studie en veiligheid in Dorestadt en het leven met Gerold. 
Om te overleven en in staat te zijn verder te leren, treedt Johanna, als man verkleed, in de abdij van Fulda onder de naam Johannes Anglicus. In het klooster krijgt ze een geneeskundige opleiding en ze wordt uiteindelijk als man alom gerespecteerd vanwege haar geleerdheid en de kennis van de heelkunde. Door omstandigheden moet ze na enkele jaren echter de abdij van Fulda verlaten en gaat ze op pelgrimsreis naar Rome. Daar is ze enige jaren werkzaam als arts voor het gewone volk, maar heeft ook toegang tot een rijke schat aan wijsheid en wetenschap in de scuolas en bibliotheken van Rome. Dan wordt ze bij paus Sergius II geroepen, die ernstig ziek is en niet door de kerkelijke geneesheren is te genezen. 
En zo komt het dat Johanna, als man, de lijfarts van de paus wordt en toetreedt tot het leven in het Vaticaan. Na het overlijden van paus Sergius II laait de machtsstrijd tussen de adellijken die Rome regeren en de pauselijke partij hoog op. Het was toen nog gebruik dat iedereen kon stemmen op de volgende paus. Tijdens de verkiezing van de paus roept het volk van Rome om Johannes Anglicus. Het volk houdt van Johanna, die zij kennen als Johannes Anglicus. Zij heeft zich altijd voor de armen ingezet en als geneesheer voor hen gezorgd, naast haar taken voor de paus. 
Om de vrede in Rome te behouden en daarmee ook de kerkelijke macht, steunt uiteindelijk de pauselijke partij het volk, waardoor er een meerderheid ontstaat en Johanna paus wordt.
In de verfilming door Wortmann is Johanna een zeer begaafd meisje dat door haar tirannieke vader wordt afgehouden van het vergaren van kennis. Verkleed als jongen krijgt zij de mogelijkheid op een katholieke scuola onderwijs te volgen. Als man wordt ze tot priester gewijd en maakt ze carrière in Rome, waar ze door haar goede werken in de gratie komt bij paus Sergius II. Na diens dood wordt zij om een machtsstrijd van twee rivalen te doorbreken, buiten haar eigen wil, tot paus gekozen.